# 권재범
권재범(2001년 7월 8일 ~ )은 대한민국의 축구 선수로서, 포지션은 골키퍼이다. 현재 K3리그 시흥시민축구단에서 뛰고 있다.

## 축구인 경력

### 선수 경력
회룡초등학교 4학년 때 축구를 시작하였다. 6학년 때부터 골키퍼 장갑을 꼈다. 2019년 제100회 전국체육대회에서 주전 수문장 역할을 톡톡히 해냈고 경희고등학교를 남고부 준우승에 올린 일등공신으로 활약하였다. 안정적인 경기 조율과 놀라운 반사 신경을 바탕으로 결정적인 슈팅을 수차례 선방한 덕분에 경희고등학교는 2019년 고등리그 서울 중부 권역에서 11승 3무를 기록하며 우승을 차지했다. 이후 경희고등학교 졸업 후 프로리그에 직행하였다.